# Comuna de Skarszewy
Skarszewy (polaco: Gmina Skarszewy) é uma gminy (comuna) na Polónia, na voivodia de Pomerânia e no condado de Starogardzki. A sede do condado é a cidade de Skarszewy.
De acordo com os censos de 2004, a comuna tem 13 906 habitantes, com uma densidade 81,9 hab/km².

## Área
Estende-se por uma área de 169,79 km², incluindo:
- área agricola: 66%
- área florestal: 22%

## Demografia
Dados de 30 de Junho 2004:
|                      | Total   | Total | Mulheres | Mulheres | Homens  | Homens |
| -------------------- | ------- | ----- | -------- | -------- | ------- | ------ |
|                      | pessoas | %     | pessoas  | %        | pessoas | %      |
| População            | 13 906  | 100   | 6999     | 50,3     | 6907    | 49,7   |
| Densidade (pop./km²) | 81,9    | 100   | 41,2     | 41,2     | 40,7    | 40,7   |

De acordo com dados de 2005, o rendimento médio per capita ascendia a 1788,17 zł.

## Comunas vizinhas
- Liniewo, Nowa Karczma, Przywidz, Stara Kiszewa, Starogard Gdański, Tczew, Trąbki Wielkie, Zblewo